# Grainville-la-Teinturière
Grainville-la-Teinturière là một xã thuộc tỉnh Seine-Maritime trong vùng Normandie miền bắc nước Pháp.

## Dân số
| Năm | 1962 | 1968 | 1975 | 1982 | 1990 | 1999 | 2006 |
| --- | ---- | ---- | ---- | ---- | ---- | ---- | ---- |
| Dân số | 794  | 801  | 860  | 882  | 964  | 990  | 1111 |
| From the year 1962 on: No double counting—residents of multiple communes (e.g. students and military personnel) are counted only once. |      |      |      |      |      |      |      |

## Xã kết nghĩa
- Teguise, Lanzarote, Canary Islands.
- Betancuria, Fuerteventura, Canary Islands.